# Aeschynanthus jouyi
Aeschynanthus jouyi är en tvåhjärtbladig växtart som beskrevs av D.J. Middleton. Aeschynanthus jouyi ingår i släktet Aeschynanthus och familjen Gesneriaceae. Inga underarter finns listade i Catalogue of Life.